# Sacapendo
Sacapendo är en ort i Mexiko.   Den ligger i kommunen Álvaro Obregón och delstaten Michoacán de Ocampo, i den södra delen av landet, 200 km väster om huvudstaden Mexico City. Sacapendo ligger 1 839 meter över havet och antalet invånare är 219.
Terrängen runt Sacapendo är en högslätt. Runt Sacapendo är det ganska tätbefolkat, med 78 invånare per kvadratkilometer. Närmaste större samhälle är Zinapécuaro, 16,6 km öster om Sacapendo. Trakten runt Sacapendo består till största delen av jordbruksmark.